# 紀元前778年
紀元前778年（きげんぜん778ねん）は、西暦による年。

## 他の紀年法
- 干支 : 癸亥
- 中国
  - 周 - 幽王4年
  - 魯 - 孝公29年
  - 斉 - 荘公贖17年
  - 晋 - 文侯3年
  - 秦 - 荘公44年
  - 楚 - 若敖13年
  - 宋 - 戴公22年
  - 衛 - 武公35年
  - 陳 - 夷公3年
  - 蔡 - 釐侯32年
  - 曹 - 恵伯18年
  - 鄭 - 桓公29年
  - 燕 - 頃侯13年
- 朝鮮
  - 檀紀1556年
- ユダヤ暦 : 2983年 - 2984年

## 死去
- 秦の荘公